# Battaglia di Lifford
La battaglia di Lifford venne combattuta a Lifford, nella Contea di Donegal, nell'Ulster, in Irlanda, nell'anno 1600, durante le guerra dei nove anni. Delle forze miste anglo-irlandesi al comando di John Bolles e dei capi gaelici Niall Garve O'Donnell e Sir Arthur O'Neill catturarono la città strategica di Lifford. Il successivo tentativo di riconquista del posto da parte delle forze ribelli di Red Hugh O'Donnell fallì.

## Antefatto
Lifford era un punto importante sia a livello strategico che politico e si trovava dove il fiume Finn ed il fiume Mourne si incontravano per formare il fiume Foyle, nonché piazzaforte del clan O'Donnell. Niall era un rivale per il ruolo di capo del clan O'Donnells, e la sua presenza a Lifford rafforzava appunto le sue pretese.
Niall aveva recentemente combattuto al fianco dei ribelli, guidati dal conte di Tyrone e dal cognato di Niall, Red Hugh O'Donnell, ma aveva cambiato bandiera dopo lo sbarco delle truppe inglesi a Derry in quello stesso anno. Niall si portò quindi a supportare la Corona con un numero significativo di truppe al seguito. Red Hugh rimase oltraggiato dalla defezione di Niall e per vendetta ne uccise il figlio minore.

## La cattura
Le forze della Corona inglese catturarono Lifford l'8 ottobre. Avvicinandosi al villaggio, notarono che gli uomini della guarnigione locale avevano incendiato il castello prima di fuggire, ma gran parte del villaggio era ancora intatto. Red Hugh immediatamente tentò di riprendere Lifford, ma il suo primo tentativo (che portò a delle schermaglie attorno al castello di Finn) lo lasciò con 12 morti e senza aver preso il villaggio. Gli irlandesi istituirono quindi un blocco delle merci del villaggio di modo da ridurre alla fame i residenti. Red Hugh era rafforzato da dei redshank scozzesi, mercenari che sua madre gli aveva provvisto per l'occasione.

## La battaglia
Alla fine di ottobre la guarnigione conobbe il primo vero e proprio scontro. Niall Garve guidò le forze di cavalleria e , durante il combattimento Giall Harve affrontò personalmente in duello il fratello minore di Red Hugh, Manus O'Donnell.
Sebbene la vittoria non ebbe importanti conseguenze, la guarnigione a Lifford venne assicurata per gli inglesi per l'intero anno.

## Conseguenze
Il successo di Lifford confermò la validità della strategia di Docwra nello stringere alleanze con i capi locali, sfruttando il fatto che molti fossero in lotta tra loro, strategia comunque criticata da molti suoi contemporanei. La defezione di Niall Garve O'Donnell fu uno degli esempi più eclatanti di prominenti figure di irlandesi dell'Ulster che cambiò bandiera, spostando gradualmente il bilancio della guerra nell'Ulster. Nei due anni successivi altri importanti punti nell'area come Donegal, che venne catturata da Niall Garve, e Ballyshannon vennero presi dalle forze anglo-gaeliche. Queste divennero parte di un movimento concentrico teso a penetrare sempre più nei territori dei ribelli irlandesi.
Dopo il trattato di Mellifont che pose fine alla guerra nel 1603, Lifford rimase comunque sede di un'importante guarnigione che fu in grado di resistere egregiamente anche nel corso della ribellione di O'Doherty del 1608.